# مقبرة 52
المقبرة رقم 52 و المعروفة علمياً بالرمز KV52 هي مقبرة مصرية قديمة تقع في وادي الملوك في مصر. اُكتشف بها قرد محنط، ومن المحتمل أنها مرتبطة بمقبرة أمنحتب الثاني المجاورة ( مقبرة 35).
مؤخراً (في شتاء 2009-2010) أجرى فريق من المجلس الأعلى للآثار (SCA) حفريات في هذه المنطقة محاولين نقل المقابر KV50 وKV51 وKV52 وKV53، وكشف ذلك عن فخار مزخرف أزرق اللون من الأسرة الثامنة عشرة وأدوات وشقف عليها رسوم وكتابات هيراطيقية شملت:
- رسم لملكة جالسة تقدم قربانًا
- تصوير لمشاهد جنسية مع امرأة وحيوانات
- خراطيش لرمسيس الثاني.

## روابط خارجية
- مشروع رسم خرائط طيبة: KV52 - يتضمن خرائط تفصيلية لمعظم المقابر.